# 無登録農薬
無登録農薬（むとうろくのうやく）とは農薬取締法に基づいた登録がされていない農薬のこと。

## 概要
無登録農薬は、危険性が発覚したため使用認可がおりず登録できなかった販売禁止農薬、以前は登録されていたが、3年ごとの再登録をしなかった失効農薬、実際には登録が必要な農薬成分を含んでいながら「農薬ではない」として使われている農薬疑義資材も含む。
失効農薬の場合、販売停止処分が下りていなければ最終有効年月以内であれば販売や使用は可能だが、一般に使用することができない。農薬とは化学成分によって殺菌や殺虫効果が期待できるものであり、例えば天然のものであっても、その効果が確かに化学物質であることが判明している木酢液（フェノール、ホルムアルデヒドなどを含む）や除虫菊（ピレスロイド系の成分を含む）は、使用制限を受けることになる。
例えば木酢液は1973年、商品名「松根木酢液」として登録され、農薬として販売することができた農薬であったが、販売者が1979年に経済的な理由で再登録をしなかった失効農薬である。しかし使用が禁止されているのは商品「松根木酢液」であり、その他木酢液の使用は生産者の自己責任である。そのため現状としては農薬として認められていないので、「農薬としての効果を謳った販売」は禁止されている。ただし無農薬栽培でも利用できる特定防除資材（特定農薬）として検討されており、将来的に自由に使うことができる可能性がある。
農薬としての効果は謳っていないが、登録が必要な物質が含まれる農薬疑義資材は、成分の含有量次第では無登録農薬という指摘を受け、販売者が自主回収することがしばしば起きている。
安全性が明らかであるとして農林水産省によって特定農薬として指定されたもの（2023年現在、重曹、食酢、土着天敵、エチレン、次亜塩素酸水の5種）は、無登録農薬の範疇ではない。
また、植物に対する病害虫の防除を目的としない製品（不快害虫（アリ、ハチ、ムカデなど）用殺虫剤、農薬登録を取得していない非農耕地用除草剤や防除用医薬部外品の家ネズミ用殺鼠剤など）も、無登録農薬の範疇ではない。ただし、これらの薬剤を植物保護の目的で使用すると農薬取締法により罰せられるので、使用にあたっては注意を要する。

## 歴史
1971年、以前の急性毒性が中心の安全基準から、環境への影響や食品安全性についても指向するように慢性毒性試験を強化した農薬取締法の改正によって、農薬生産者は登録に必要な提出資料作成するための経費が増大した。これによって用法を守れば安全に作用することのできる有効な農薬であっても登録を回避する農薬生産者がふえた。
しかし無登録農薬は販売は禁止されていたものの、製造・輸入までは制限されておらず、使用者についての罰則規定はなかった。
2002年、発がん性があるとされる無登録農薬のダイホルタン（殺菌剤）とプリクトラン（殺虫剤）が多くの都県で使われていることが発覚し、12月に農薬取締法が改正され、無登録農薬の製造・輸入・使用の禁止が明確になった。
2008年、農林水産省は、株式会社三浦グリーンビジネスが輸入・販売していた家庭園芸用複合肥料「NEW碧露」「緑豊」及び「凱亜」から、農薬成分であるピレトリンが病害虫防除効果を有する程度含有されていたことを受けて、同様の問題が発生することを防止するため、今後、家庭園芸用複合肥料の登録検査項目として農薬成分の追加を行うことを発表した。
2009年、販売されているニームオイルから高濃度の殺虫剤ピペロニルブトキシドおよびアバメクチンが検出され、無登録農薬としての疑義がかけられている。これはインドセンダンの油（ニームオイル）に、アバメクチン等の無登録農薬に該当する成分が添加されたという疑いである。ただし、その後農水省の調査でアバメクチンは検出限界以下、ピペロニルブトキシドは薬効を示す濃度としては著しく低かったために処分は下されていないが、農薬成分の混入がないようにするようにと販売者に指導がなされた。

## 無登録農薬について農林水産省の動き
- 無登録農薬の取締実施の状況(2003年)
- 無登録農薬の取締実施の状況について(2004年)
- 農林水産省/三好商事株式会社が製造・販売した「アグリクール」から農薬の有効成分（アバメクチン）が検出されたことに伴う立入検査の実施等について(2007年)
- 農林水産省/株式会社三浦グリーンビジネスが輸入・販売した「NEW碧露」、「緑豊」及び「凱亜」の回収等について(2008年)
- 農林水産省/アグリコマース株式会社が販売した土壌活性剤「ニームオイル」への対応について